# Караван-сарай Барра-и кухна

Караван-сарай Барра-и кухна — утраченный памятник культурного наследия исторического центра Бухары (Узбекистан). Включён в национальный перечень объектов недвижимого имущества материального и культурного наследия Узбекистана. Памятник официально находящийся под охраны государства был уничтожен в 2019—2020 годах.
До Бухарской революции 1920 года в нём занимались оптовой торговлей каракулем. Позже в разные года в здании располагались общежитие, городской финансовый отдел, городская поликлиника. В 2019—2020 годах караван-сарай был уничтожен, а на его месте построена частная гостиница.